# 山形県道174号大野目内表線
山形県道174号大野目内表線（やまがたけんどう174ごう だいのめうちおもてせん）は、山形県山形市を通る一般県道である。

## 概要
山形市の市街地北部を東西に連結する道路である。1990年代以降に設置された比較的歴史の浅い道路だが、沿線が市内の新興商業地域であり、多数の大型商業施設を抱えることから交通量が多い。

### 路線データ
- 起点：山形県山形市大野目 国道13号交点
- 終点：山形県山形市内表 国道112号交点

## 路線状況

### 重複区間
- 山形県道172号北山形停車場大野目線（山形市芳野 - 山形市落合町）

### 橋梁
- 万歳橋（馬見ヶ崎川）

## 地理

### 交差する道路
- 国道13号（山形市大野目、大野目交差点）
- 山形県道19号山形山寺線（山形市大野目）
- 山形県道172号北山形停車場大野目線（山形市大野目） ※以後重複区間
- 山形県道22号山形天童線バイパス（山形市落合町） ※重複区間ここまで
- 山形県道22号山形天童線（山形市千歳）
- 山形県道20号山形羽入線（山形市島）
- 国道112号、山形県道49号山形山辺線（山形市内表）